# Villequier-Aumont
Pour les articles homonymes, voir Villequier et Aumont.
Villequier-Aumont est une commune française située dans le département de l'Aisne, en région Hauts-de-France.

## Géographie

### Hydrographie

#### Réseau hydrographique
La commune est située dans le bassin Seine-Normandie. Elle est drainée par le Helot, le cours d'eau 01 , le fossé 01, le fossé 02, le fossé 03, le fossé 04, le fossé 05, le fossé 08 de la commune de Villequier-Aumont, le Marqués et le ruisseau Ganton,,.
Le Hélot, d'une longueur de 18 km, prend sa source dans la commune de Ugny-le-Gay et se jette  dans le ru de Pontoise à Ognes, après avoir traversé six communes.

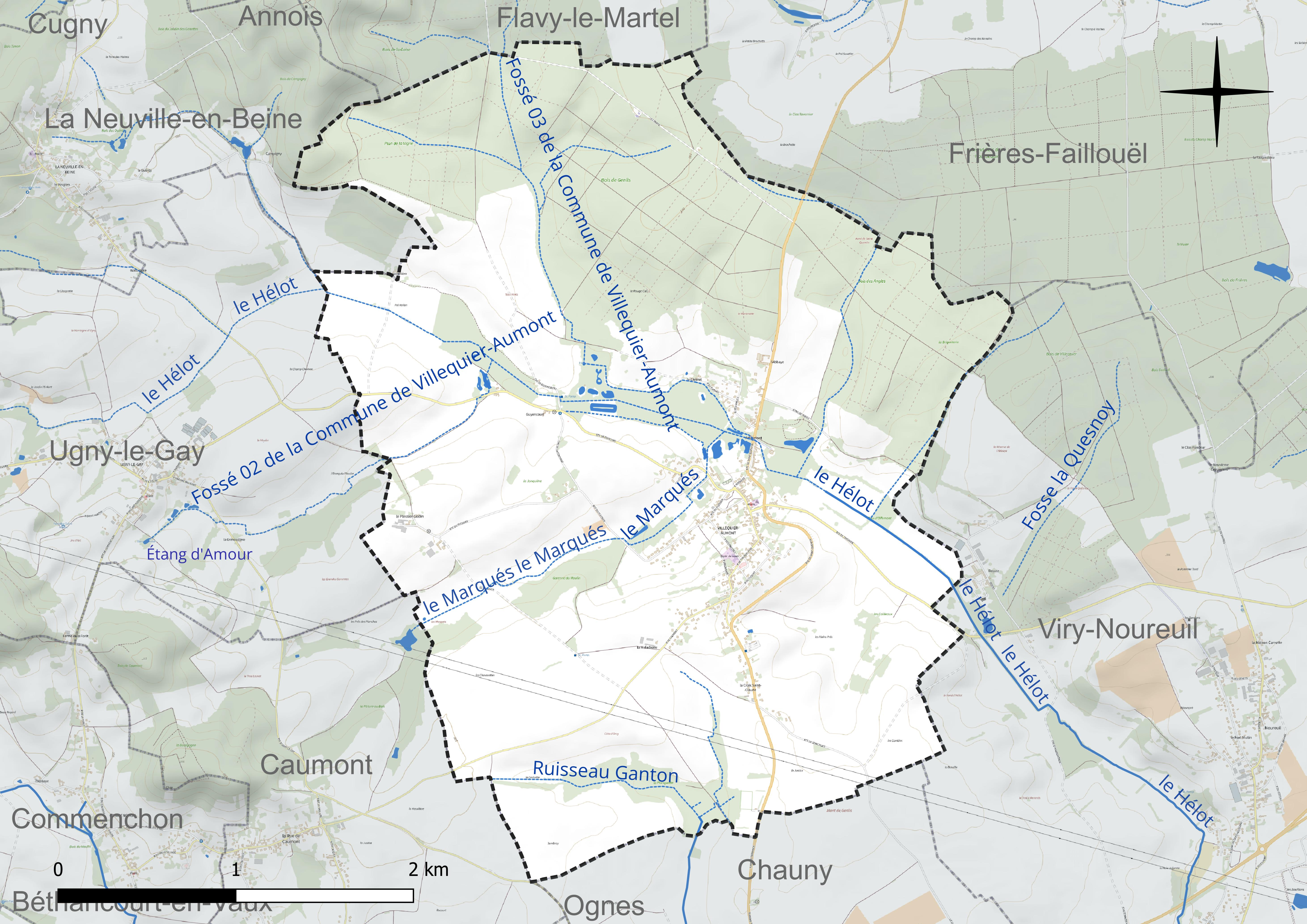
Réseau hydrographique de Villequier-Aumont.

#### Gestion et qualité des eaux
Le territoire communal est couvert par le schéma d'aménagement et de gestion des eaux (SAGE) « Oise moyenne ». Ce document de planification concerne un territoire de 1 013 km2 de superficie, délimité par le bassin versant de l'Oise moyenne. Le périmètre a été arrêté le 24 avril 2017 et le SAGE est, en 2024, encore en élaboration. La structure porteuse de l'élaboration et de la mise en œuvre est le syndicat mixte du SAGE Oise-Moyenne (SMOM).
La qualité des cours d'eau peut être consultée sur un site spécial géré par les agences de l'eau et l'Agence française pour la biodiversité.

### Climat
Pour des articles plus généraux, voir Climat des Hauts-de-France et Climat de l'Aisne.
En 2010, le climat de la commune est de type climat océanique dégradé des plaines du Centre et du Nord, selon une étude du CNRS s'appuyant sur une série de données couvrant la période 1971-2000. En 2020, Météo-France publie une typologie des climats de la France métropolitaine dans laquelle la commune est dans une zone de transition entre le climat océanique et le climat océanique altéré et est dans la région climatique Nord-est du bassin Parisien, caractérisée par un ensoleillement médiocre, une pluviométrie moyenne régulièrement répartie au cours de l'année et un hiver froid (3 °C).
Pour la période 1971-2000, la température annuelle moyenne est de 10,5 °C, avec une amplitude thermique annuelle de 15 °C. Le cumul annuel moyen de précipitations est de 691 mm, avec 10,8 jours de précipitations en janvier et 8,5 jours en juillet. Pour la période 1991-2020, la température moyenne annuelle observée sur la station météorologique la plus proche, située sur la commune de Chauny à 5 km à vol d'oiseau, est de 11,1 °C et le cumul annuel moyen de précipitations est de 709,9 mm,. Pour l'avenir, les paramètres climatiques de la commune estimés pour 2050 selon différents scénarios d'émission de gaz à effet de serre sont consultables sur un site spécial publié par Météo-France en novembre 2022.

## Urbanisme

### Typologie
Au 1er janvier 2024, Villequier-Aumont est catégorisée commune rurale à habitat dispersé, selon la nouvelle grille communale de densité à 7 niveaux définie par l'Insee en 2022.
Elle est située hors unité urbaine. Par ailleurs la commune fait partie de l'aire d'attraction de Chauny, dont elle est une commune de la couronne,. Cette aire, qui regroupe 23 communes, est catégorisée dans les aires de moins de 50 000 habitants,.

### Hameaux, lieux-dits, écarts
Genlis -

### Occupation des sols
L'occupation des sols de la commune, telle qu'elle ressort de la base de données européenne d'occupation biophysique des sols Corine Land Cover (CLC), est marquée par l'importance des territoires agricoles (63,1 % en 2018), une proportion identique à celle de 1990 (63,1 %). La répartition détaillée en 2018 est la suivante : 
terres arables (50,6 %), forêts (33,1 %), zones agricoles hétérogènes (8,4 %), prairies (4,1 %), zones urbanisées (3,8 %).
L'évolution de l'occupation des sols de la commune et de ses infrastructures peut être observée sur les différentes représentations cartographiques du territoire : la carte de Cassini (XVIIIe siècle), la carte d'état-major (1820-1866) et les cartes ou photos aériennes de l'IGN pour la période actuelle (1950 à aujourd'hui).

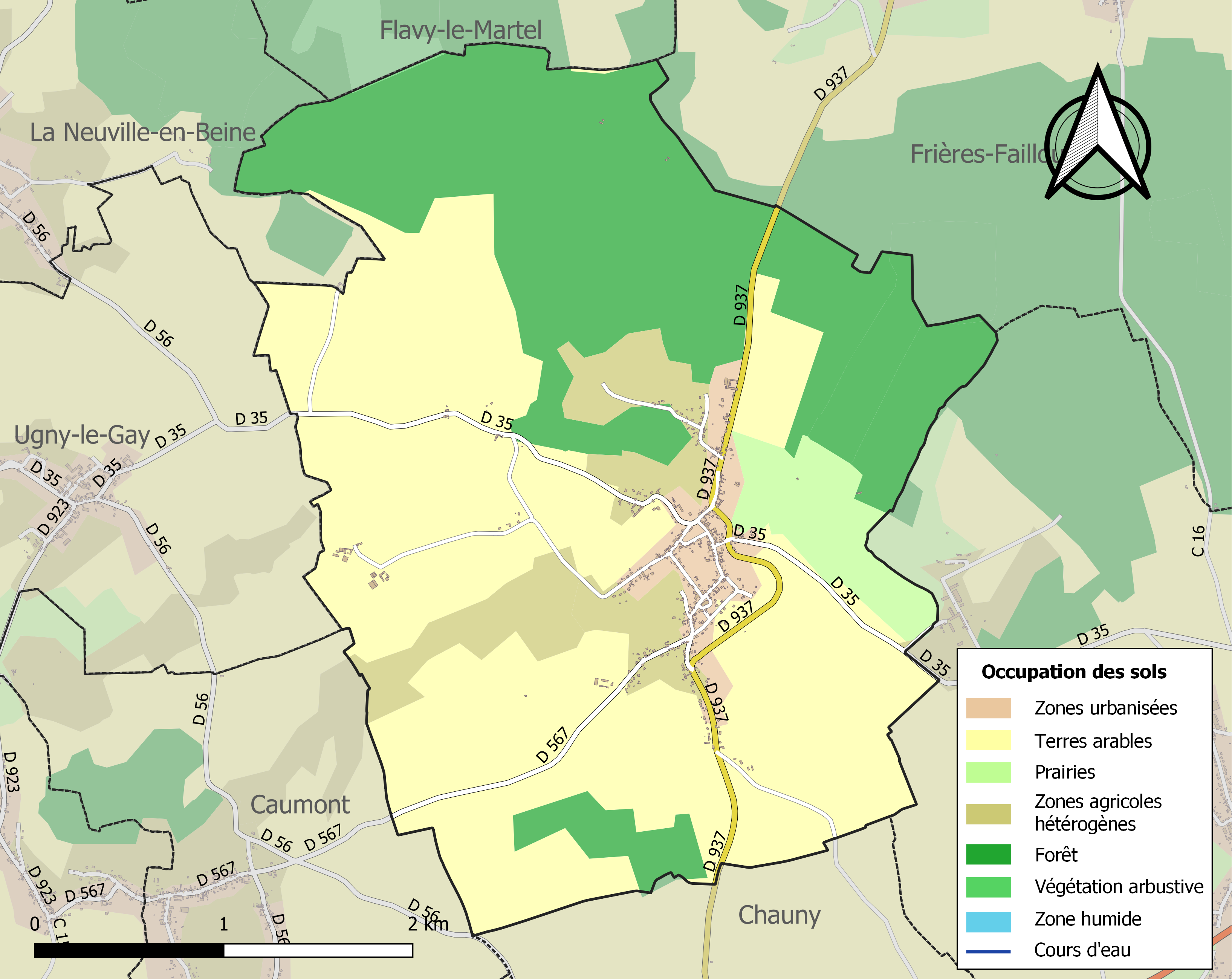
Carte de l'occupation des sols de la commune en 2018 (CLC).

## Toponymie
Le nom primitif de la localité est attesté sous les formes Genli (1173) ; Genliacum, Genliacum-juxta-Viriacum (1251) ; Genly (1295) ; Janliacus (1357) ; Jenly (1438) ; Genlys (1533) ; Paroisse de Saint-Martin-de-Genlis (1676).

Il s'agit probablement d'un toponyme en -acum, composé avec le nom d'homme gallo-romain Genilius. Il a pour homonyme Genlis, commune de la Côte-d'Or.
Louis-Alexandre-Céleste d'Aumont obtient, par lettres patentes d'avril 1774, l'érection de la seigneurie de Genlis (ancien marquisat) en duché sous le nom de Villequier-Aumont. Les deux éléments du titre : Villequier et Aumont se sont substitués au toponyme originel, tout comme Montfaucon, aujourd'hui Villequiers dans le Cher (et pour la même raison : évocation d'une ancienne seigneurie normande de la Maison d'Aumont, par ailleurs d'origine picarde).
Le premier élément est directement issu du nom de la commune de Villequier dans la Seine-Maritime, ancien fief des d'Aumont et toponyme anglo-scandinave composé du vieil anglais wilig (variante de weliġ, moderne willow) « saule » que l'on rencontre dans Willitoft en Grande-Bretagne et du vieux norrois kjarr « marais » que l'on retrouve également dans Orcher.
Ayant émigré à la Révolution, il est spolié de son domaine pendant la Terreur. L'ancien duché de Villequier-Aumont reprend alors le nom de Genlis. Mais ses filles obtiennent la restitution de leurs biens sous l'Empire.
Par ordonnance du 8 juillet 1814, Genlis prend le nom composé de Villequier-Aumont.

## Histoire
La seigneurie de Genlis appartenait alors à la famille de Hangest, qui la conserva jusqu'à ce qu'elle fut vendue, vers 1583, à Pierre Brulart, seigneur de Crosne, secrétaire d'état des rois Charles IX et Henri III, d'une famille d'origine champenoise.
En août 1645, la seigneurie de Genlis est érigée en marquisat pour son descendant Florimond Bûlart, dont la descendance la conserve jusqu'à sa vente en 1772 par Charles Alexis Brulart de Genlis à Louis Alexandre Céleste d'Aumont.

Ce dernier obtient, par lettres patentes d'avril 1774, l'érection du marquisat de Genlis en duché de Villequier-Aumont.

Ayant émigré à la Révolution, il est spolié de son domaine pendant la Terreur. L'ancien duché de Villequier-Aumont reprend alors le nom de Genlis.

Ses filles obtiennent la restitution de ce domaine en 1803 par Napoléon. En 1806, elles y font construire un nouveau château.

Par ordonnance du 8 juillet 1814, Genlis prend le nom composé « Villequier-Aumont ».
Par ordonnance royale du 2 juin 1819, la commune de Guyencourt (canton de Chauny, district de Genlis), composée des hameaux de Guyencourt et du Plessis-Godin, a été réunie à Villequier-Aumont.
Depuis 2014, la commune de Villequier-Aumont est jumelée avec la commune de Villequier en Seine-Maritime.

## Politique et administration
| Période                                  | Période                       | Identité      | Étiquette | Qualité           |
| ---------------------------------------- | ----------------------------- | ------------- | --------- | ----------------- |
| Les données manquantes sont à compléter. |                               |               |           |                   |
| avant 1877                               | après 1879                    | M. Lemaire    |           |                   |
| Les données manquantes sont à compléter. |                               |               |           |                   |
| juin 1995                                | avril 2014                    | Michel Lacaze |           |                   |
| avril 2014                               | juillet 2020                  | Rémi Dazin    | DVD       | Chef d'entreprise |
| juillet 2020,                            | En cours (au 14 juillet 2020) | Loïc Chala    |           | Cadre chez Véolia |

## Démographie
L'évolution du nombre d'habitants est connue à travers les recensements de la population effectués dans la commune depuis 1793. Pour les communes de moins de 10 000 habitants, une enquête de recensement portant sur toute la population est réalisée tous les cinq ans, les populations de référence des années intermédiaires étant quant à elles estimées par interpolation ou extrapolation. Pour la commune, le premier recensement exhaustif entrant dans le cadre du nouveau dispositif a été réalisé en 2005.

En 2022, la commune comptait 675 habitants, en évolution de +8,52 % par rapport à 2016 (Aisne : −1,97 %, France hors Mayotte : +2,11 %).
| 1793 | 1800 | 1806 | 1821 | 1831 | 1836 | 1841 | 1846  | 1851 |
| ---- | ---- | ---- | ---- | ---- | ---- | ---- | ----- | ---- |
| 614  | 682  | 682  | 774  | 941  | 972  | 967  | 1 000 | 985  |

| 1856 | 1861 | 1866 | 1872 | 1876 | 1881 | 1886 | 1891 | 1896 |
| ---- | ---- | ---- | ---- | ---- | ---- | ---- | ---- | ---- |
| 928  | 917  | 893  | 865  | 868  | 776  | 866  | 760  | 762  |

| 1901 | 1906 | 1911 | 1921 | 1926 | 1931 | 1936 | 1946 | 1954 |
| ---- | ---- | ---- | ---- | ---- | ---- | ---- | ---- | ---- |
| 722  | 663  | 635  | 411  | 477  | 437  | 440  | 468  | 420  |

| 1962 | 1968 | 1975 | 1982 | 1990 | 1999 | 2005 | 2006 | 2010 |
| ---- | ---- | ---- | ---- | ---- | ---- | ---- | ---- | ---- |
| 473  | 503  | 504  | 600  | 603  | 602  | 591  | 591  | 631  |

| 2015 | 2020 | 2022 | - | - | - | - | - | - |
| ---- | ---- | ---- | - | - | - | - | - | - |
| 629  | 661  | 675  | - | - | - | - | - | - |

## Lieux et monuments
- Église Saint-Martin.
- Monument aux morts.
- Vestiges du château. Au XVIIIe siècle existait à Villequier-Aumont, alors Genlis, un château, possession de la famille Brûlart de Genlis, constitué d'un long corps de logis élevé en brique et pierre sur deux niveaux, cantonné à chacun de ses angles par une tour de plan circulaire. Doté d'une chapelle, cet édifice donnait sur une cour en terrasse et était accessible par deux ponts. Il était bordé par deux grands canaux d'eaux vives et une basse-cour entourée d'eau. Cet édifice fut saisi pendant la Terreur, par suite de l'émigration de son propriétaire, Louis-Alexandre-Céleste d'Aumont. En 1803, le domaine fut restitué à ses filles, qui firent construire en 1806 un nouveau château, également en brique et pierre, dans un style néo-classique. Resté dans leur descendance, cet édifice a été détruit pendant la Première Guerre mondiale, en 1917-1918[41].
- Hospice Chatelet-Ducellier.
- Abbaye Sainte-Élisabeth de Genlis, fondée en 1221, dont les derniers bâtiments ont été détruits pendant la Première Guerre mondiale.
- Église Saint-Quentin de Guyencourt, disparue.

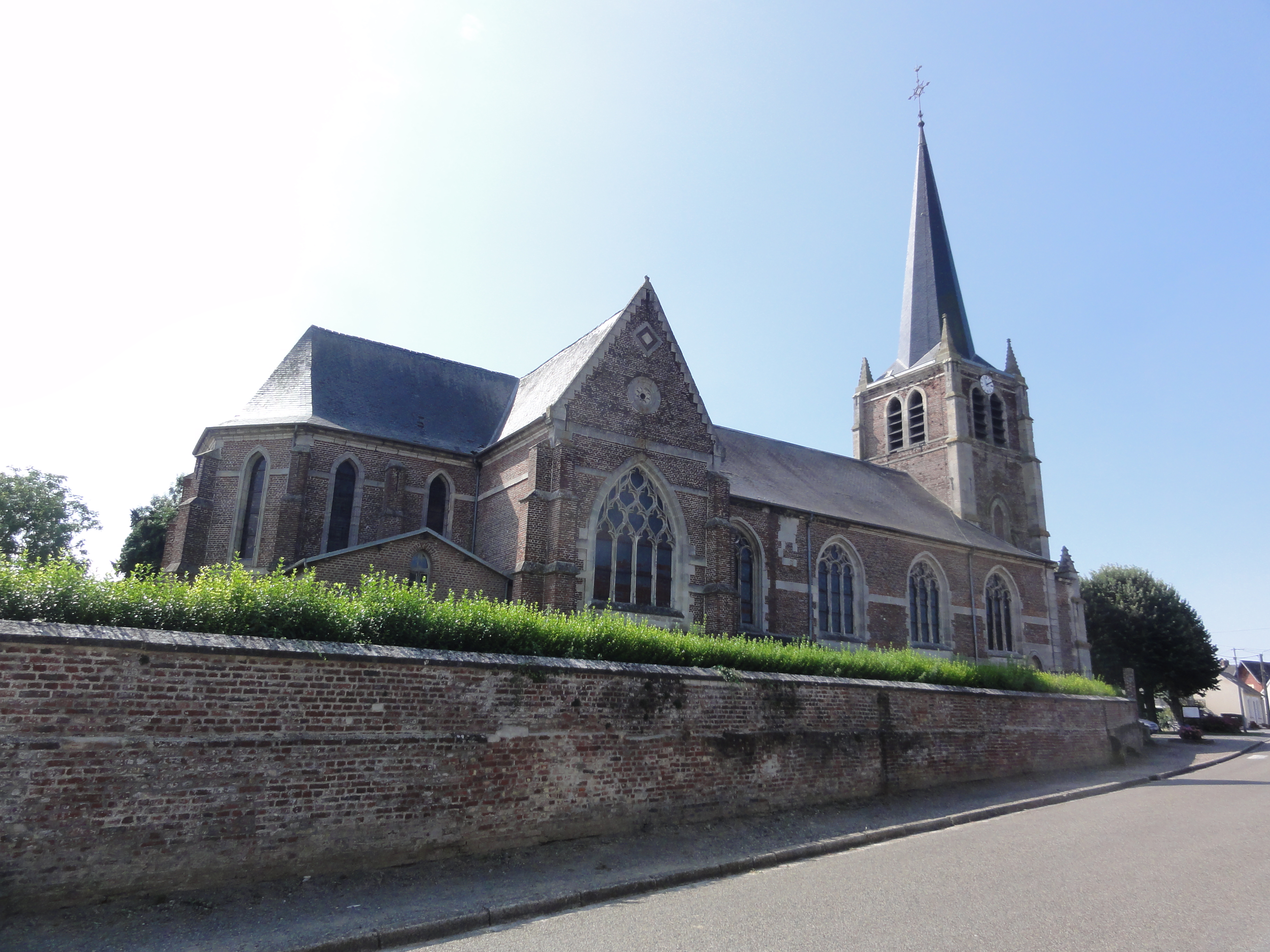
Église Saint-Martin.
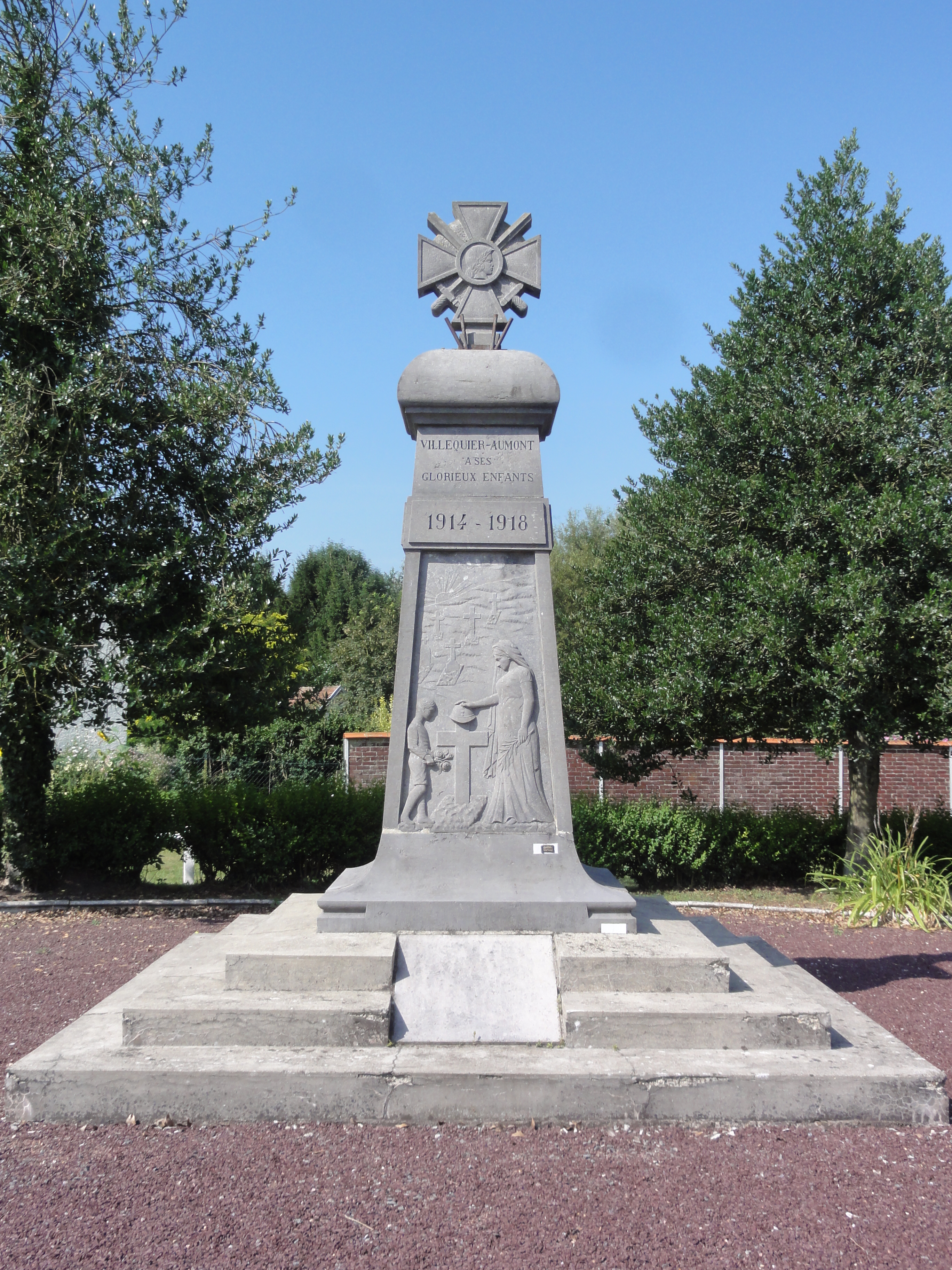
Monument aux morts.
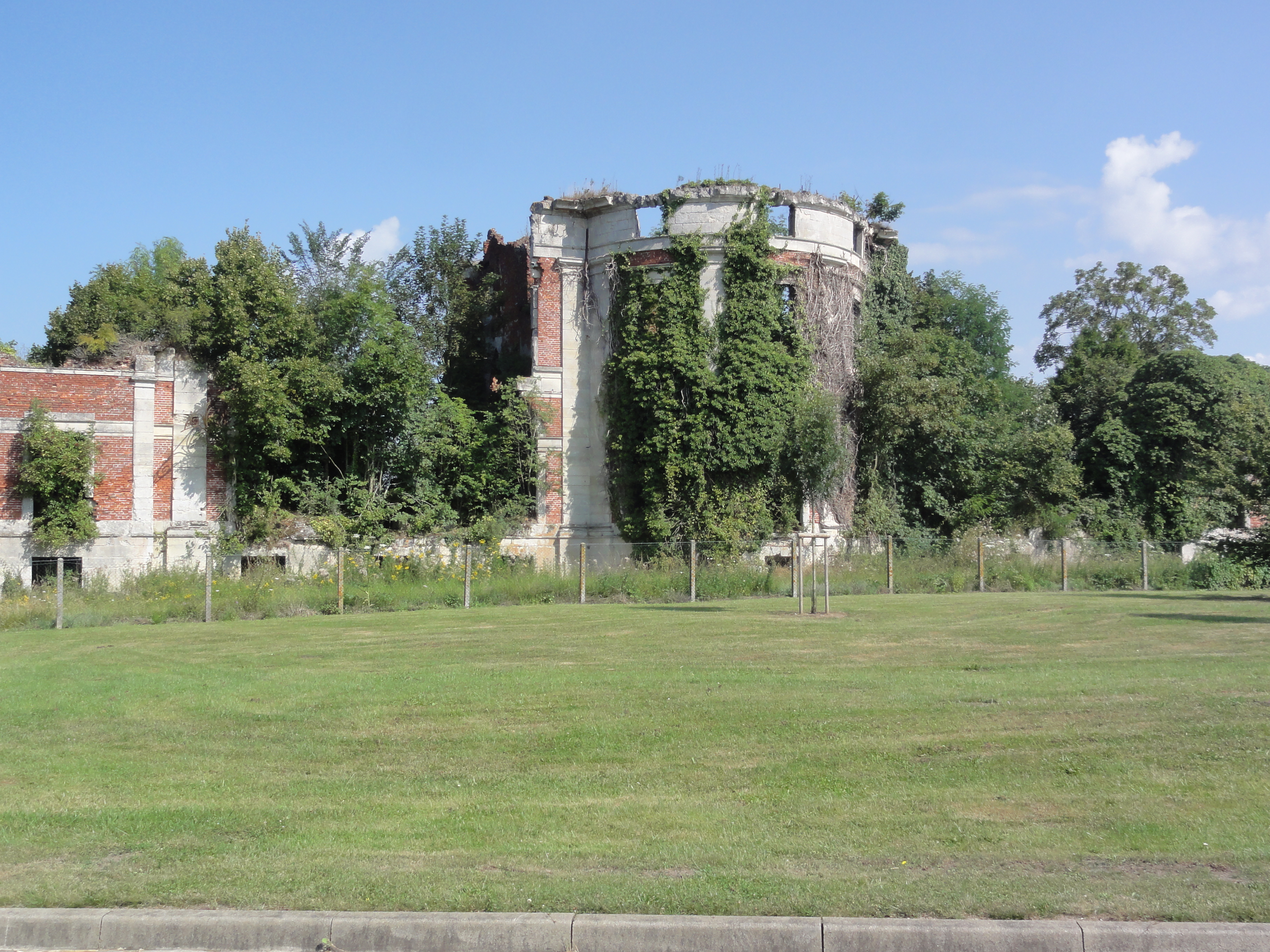
Vestiges du château.
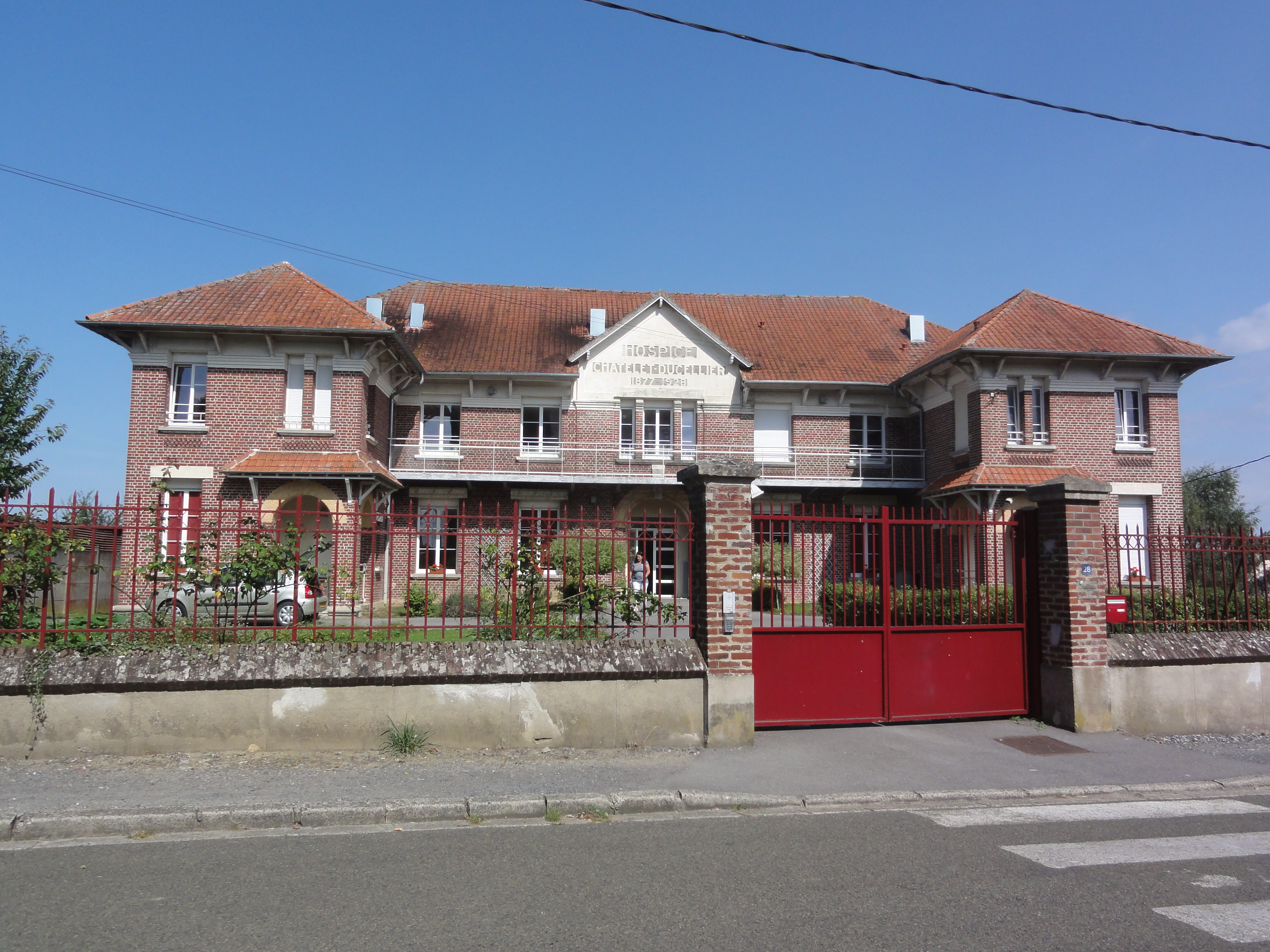
Hospice Chatelet-Ducellier.

## Personnalités liées à la commune
- Madame de Genlis (Félicité du Crest, épouse en 1763 Charles-Alexis Brûlart, comte de Genlis).
- Louis Alexandre Céleste d'Aumont, 7e duc d'Aumont, mort au château de Villequier-Aumont.